# Séismes de 2023 à Hérat

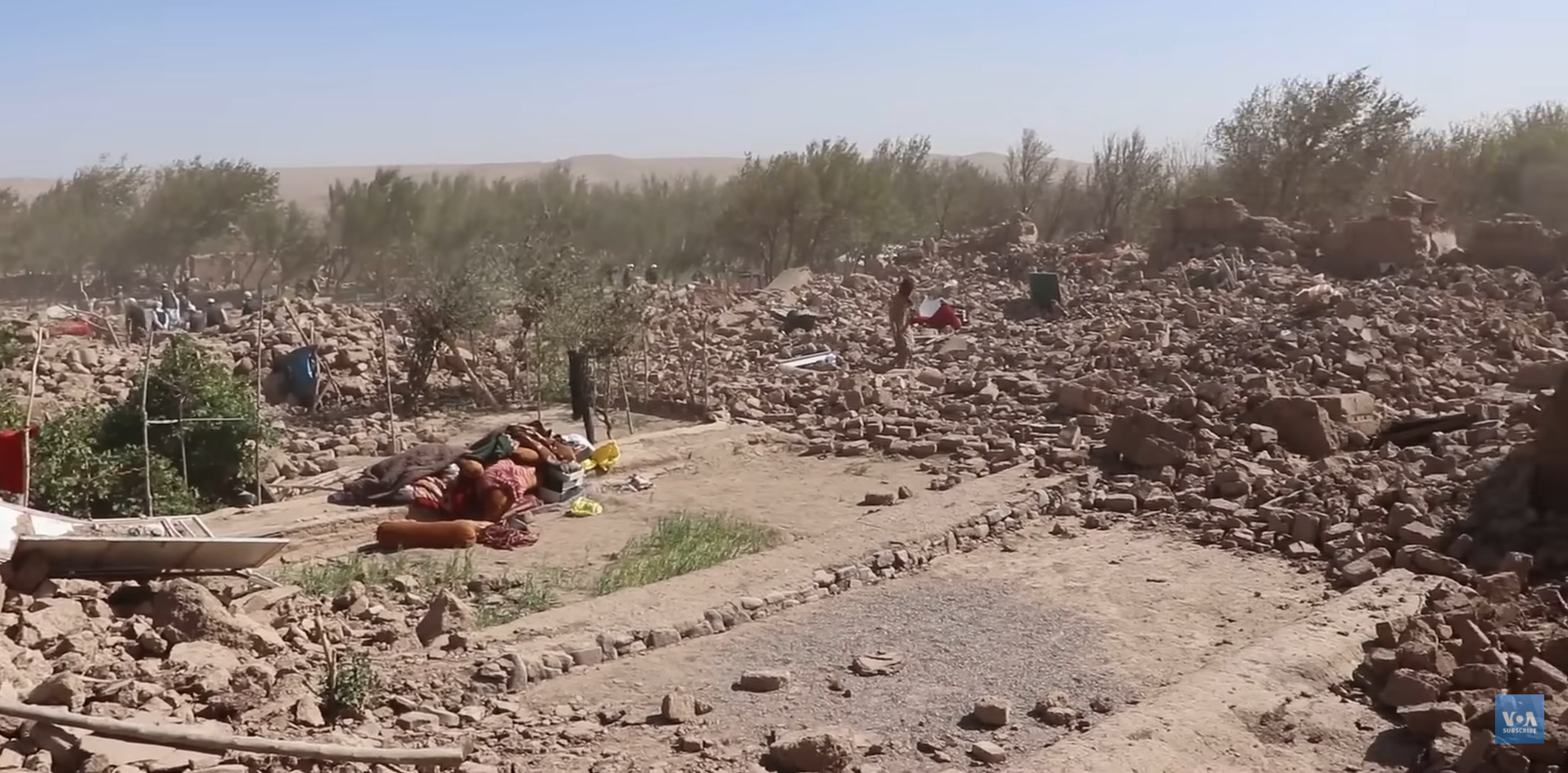
Édifices écroulés dans la campagne afghane.

Les séismes de 2023 à Hérat sont une série de tremblements de terre, dont quatre d'une magnitude 6,3, qui ont lieu depuis le 7 octobre 2023 dans la province d'Hérat, en Afghanistan. Le 11 octobre 2023, le bilan humain du séisme dépasse les 1 000 morts. Le séisme est suivi de plusieurs répliques de forte intensité.

## Contexte tectonique

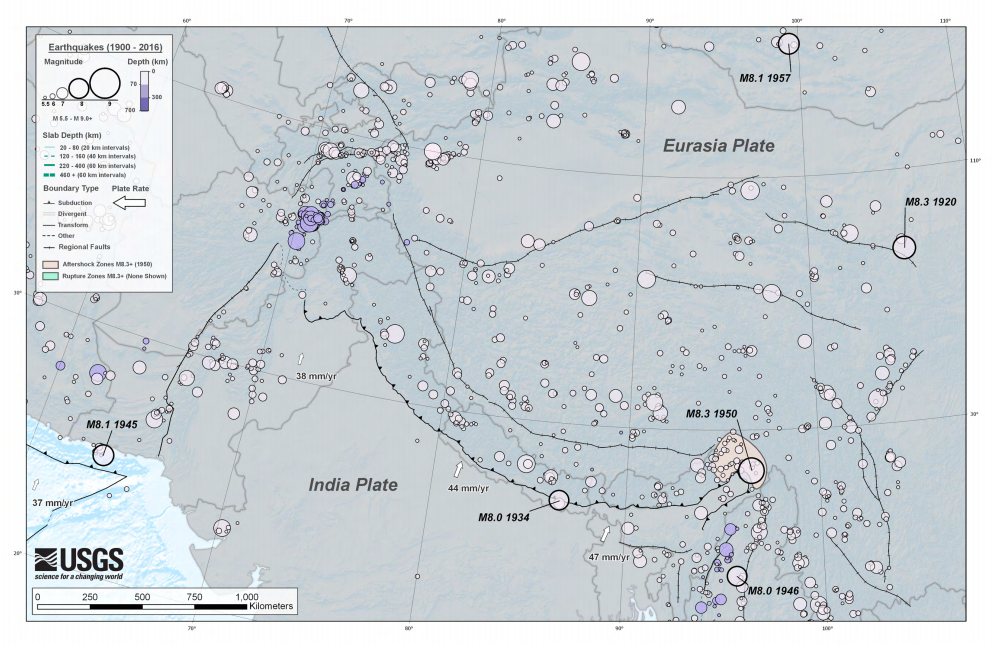
Contexte tectoniques ou se trouvait Hérat

L'Afghanistan est situé dans la zone vaste et complexe de collision entre la plaque arabique, la plaque indienne et la plaque eurasienne. La partie occidentale du pays est subdivisée en la plate-forme nord-afghane au nord et une série de terranes accrétés au sud. La plate-forme nord-afghane est restée relativement stable sur le plan tectonique depuis l'orogenèse varisque pendant le Paléozoïque supérieur, lorsqu'il est devenu une partie de l'Eurasie. Au sud, il y a un collage de fragments continentaux et d'arcs magmatiques qui ont été progressivement accrétés (en), en particulier au cours de l'ère Mésozoïque. La limite entre ces deux zones crustales est la grande faille latérale droite strike-slip fault (en) Harirud (ou Herat), qui est beaucoup moins active sur le plan sismique que la faille Chaman qui traverse l'est du pays. Au nord de la faille Harirud, la faille Band-e Turkestan, presque parallèle, montre des signes d'activité récente, également dans le sens latéral droit.

## Séismes

### Séismes du 7 octobre
Le premier événement d'une magnitude de 6,3 Mw, a frappé à 11 h 11 AFT (06 h 41 UTC). Une réplique de magnitude 5,5 Mw s'est produite huit minutes plus tard. Un autre événement de magnitude 6,3 a frappé à 11 h 42 AFT (07 h 12 UTC), suivi d'un événement de magnitude 5,9 réplique. Les deux événements et la réplique sont classés VIII sur l'échelle de Mercalli,,.
L'Institut d'études géologiques des États-Unis a déclaré que ces tremblements de terre étaient le résultat de défauts de chevauchement superficiels. La solution du plan de faille indique une source de rupture orientée est-ouest avec un pendage nord ou sud. La sismicité de l'Afghanistan est attribuée aux interactions tectoniques complexes et actives entre les plaques arabique, eurasienne et indienne. À moins de 250 km des épicentres du séisme du 7 octobre, il y a eu sept séismes de magnitude 6,0 ou plus avec des épicentres en Iran. Il s'agit notamment d'un {{w}} séisme de 7,3 en mai 1997 et d'un {{w}} séisme de 7,1 en 1979 (en). En juin 2022, l'est de l'Afghanistan a été affecté par un tremblement de terre qui a tué plus de 1 500 personnes.
Selon les sismologues, ces tremblements de terre avaient des épicentres entre la faille de Siakhubulak au nord et la faille d'Herat au sud. Selon les données satellite de Sentinel-1A, une zone mesurant 30 km sur 15 km et s'étendant d'est en ouest autour de l'emplacement de ces tremblements de terre a été soulevée. Pendant ce temps, le satellite a détecté un affaissement dans une petite zone à l'est de la zone soulevée. Les sismologues ont ajouté que la déformation du sol était diffuse et ont déduit que les séismes étaient associés à une faille de chevauchement aveugle. La faille responsable est probablement une structure située entre les failles Herat et Siakhubulak.
L'Institut national de géophysique et de volcanologie italien a publié deux modèles de failles finies possibles pour le deuxième grand séisme. Dans les deux modèles, aucun glissement ne s'est produit à la profondeur supérieure du modèle. Le premier modèle est une faille de chevauchement à pendage nord et à direction est-sud-est-ouest-nord-ouest. Le mécanisme de rupture était une faille inverse avec une petite composante latérale droite, commençant à une profondeur de 5,0 km. Dans ce modèle, le glissement maximum était de 2,2 m à 4,8 km de profondeur et immédiatement à l'est de l'hypocentre. Un glissement de 1 m ou plus a été observé à l'est et à l'ouest de l'hypocentre, bien que le glissement le plus important (>2 m) ait été observé à l'est.
Dans ce dernier modèle, la faille plonge vers le sud et s'oriente est-ouest. La profondeur focale est supposée être de 5,8 km ; la zone de glissement maximal est située à l'est de l'hypocentre, où elle culmine à 2,8 m. Dans l'ensemble, à l'est et à l'ouest immédiats de l'hypocentre, le glissement était d'environ 2 m bien que les valeurs les plus élevées aient été observées plus loin.

### Séisme du 11 octobre

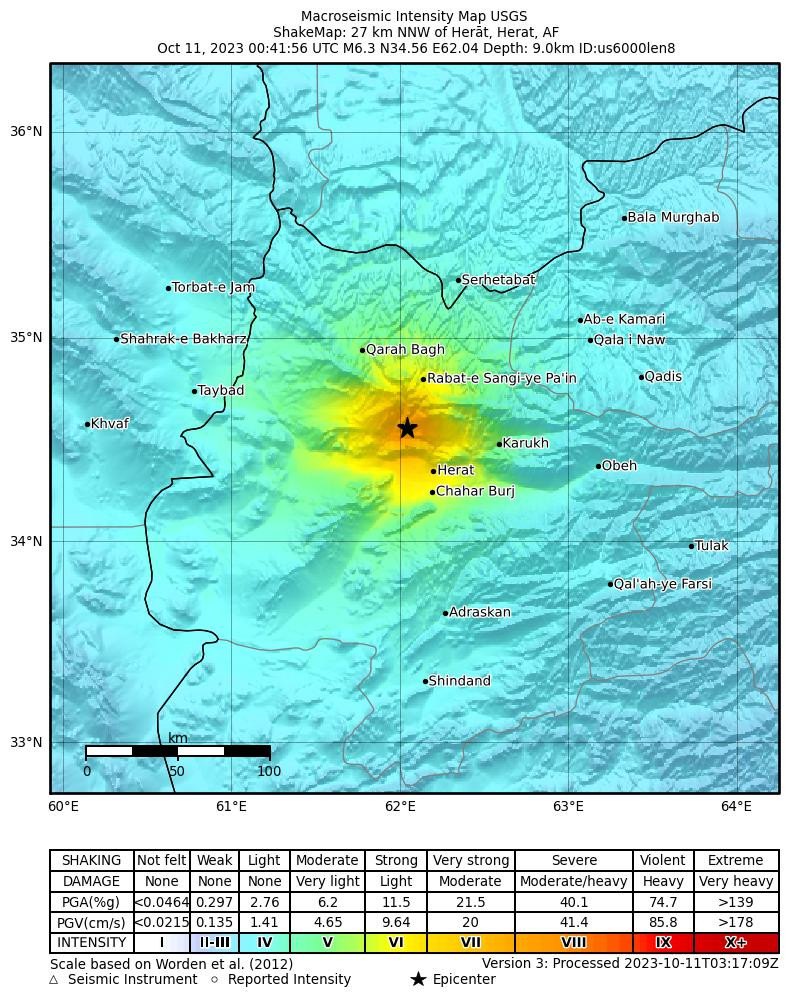
Carte de la réplique de séisme du 11 octobre.

Un séisme de magnitude 6,3 se produit le 11 octobre vers 5 h 10 heure locale (0 h 40 GMT), son épicentre se situant à environ 29 kilomètres au nord de la ville de Hérat et à 10 km de profondeur,.

### Séisme du 15 octobre

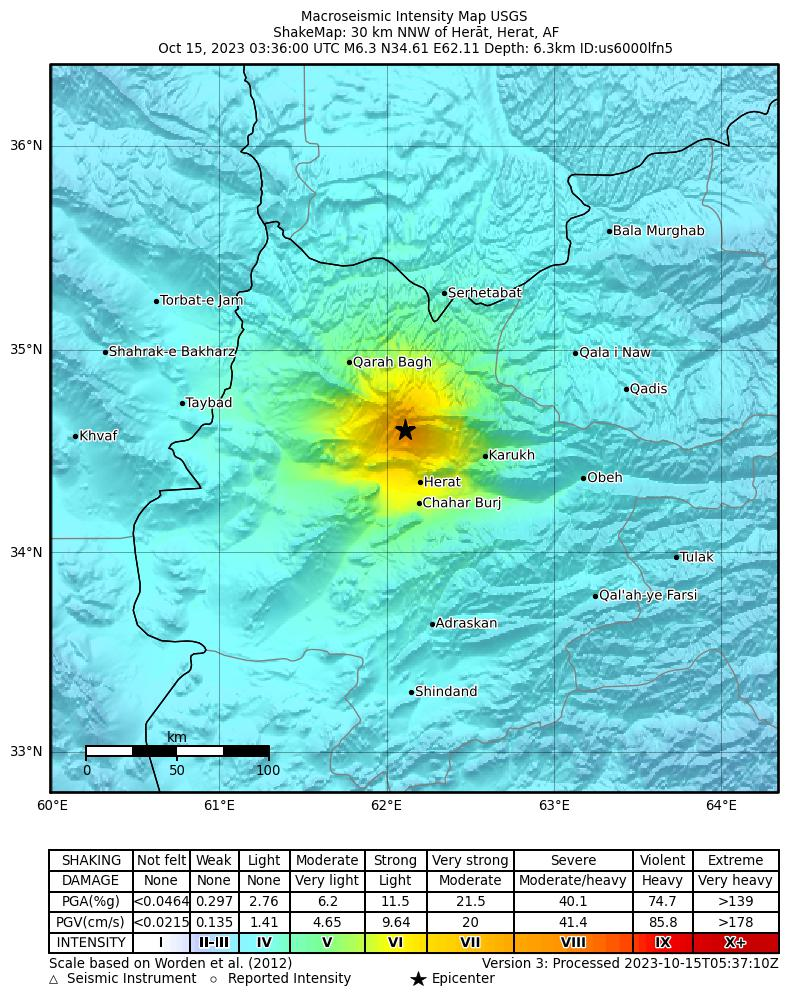
Carte de la réplique de séisme du 15 octobre.

Un séisme de magnitude 6,3 se produit le 15 octobre vers 8 h 6 heure locale (3 h 36 GMT), avec un épicentre à 33 kilomètres de la ville d'Hérat.

### Séisme du 23 octobre
Un séisme de magnitude 4,4 se produit le 23 octobre.

### Séisme du 28 octobre
Un séisme de magnitude 4,5 se produit le 28 octobre.

## Bilan

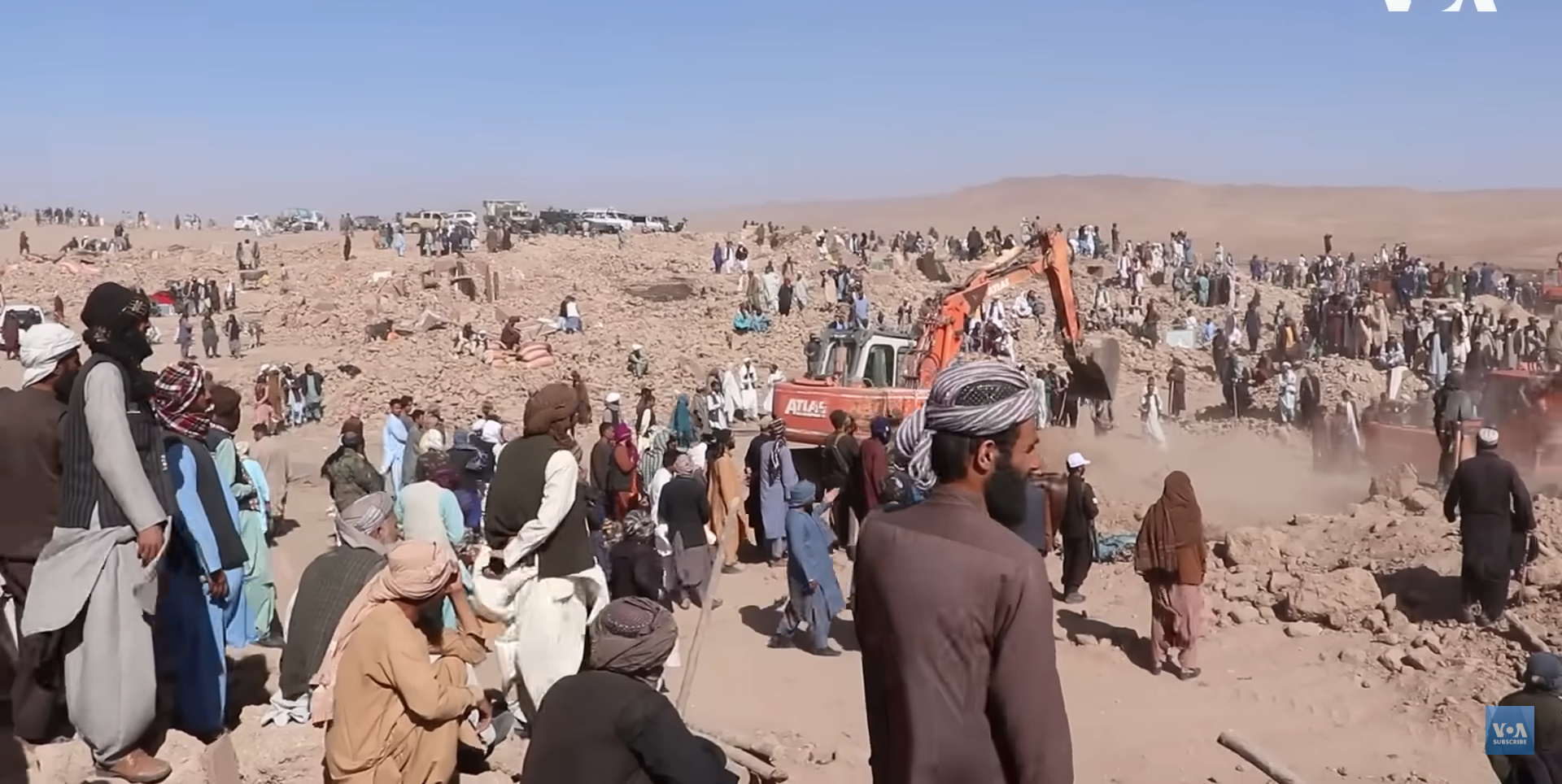
Opérations de sauvetage.

L'ONU signale 1 384 décès au 13 octobre tandis que les responsables talibans ont déclaré qu'environ 1 000 personnes étaient mortes. Les talibans ont révisé le bilan des morts le 11 octobre par rapport à l'estimation précédente d'au moins 2 700. Ils ont ajouté que la confusion était apparue car les groupes de secours avaient compté deux fois et qu'il y avait des problèmes de coordination. L'Organisation mondiale de la santé a déclaré que 90 % des victimes étaient des femmes et des enfants qui sont morts dans leurs maisons lors de l'effondrement. Au moment des tremblements de terre, la plupart des hommes étaient à l'extérieur, a ajouté l'organisation. Les talibans ont également estimé que 2 400 personnes avaient été blessées. L'ONU a enregistré 1 853 blessés et 485 disparus dans les villages du district de Zindajan,.
L'ONU estime que 19 250 personnes ont été touchées par les tremblements de terre. Parmi les villages touchés figuraient Mahal Wadakah, où 20 personnes sont mortes, Dasht Hows, Bahadorzai et Zoryan. Les communications téléphoniques ont également été coupées. En plus des destructions dans la province d'Hérat, des maisons effondrées et des blessés ont également été signalés dans les provinces voisines de Badghis et Farah.